# Xatrac becllarg

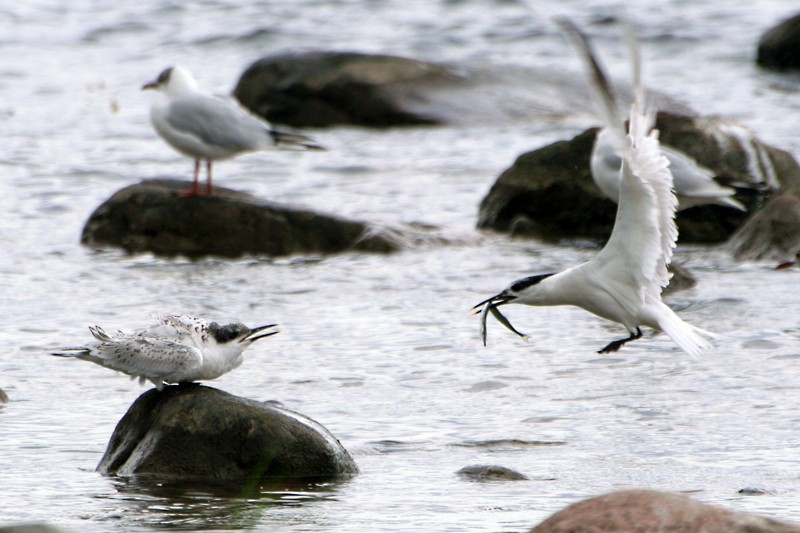
Xatrac becllarg alimentant el seu pollet (Alemanya, 2007).

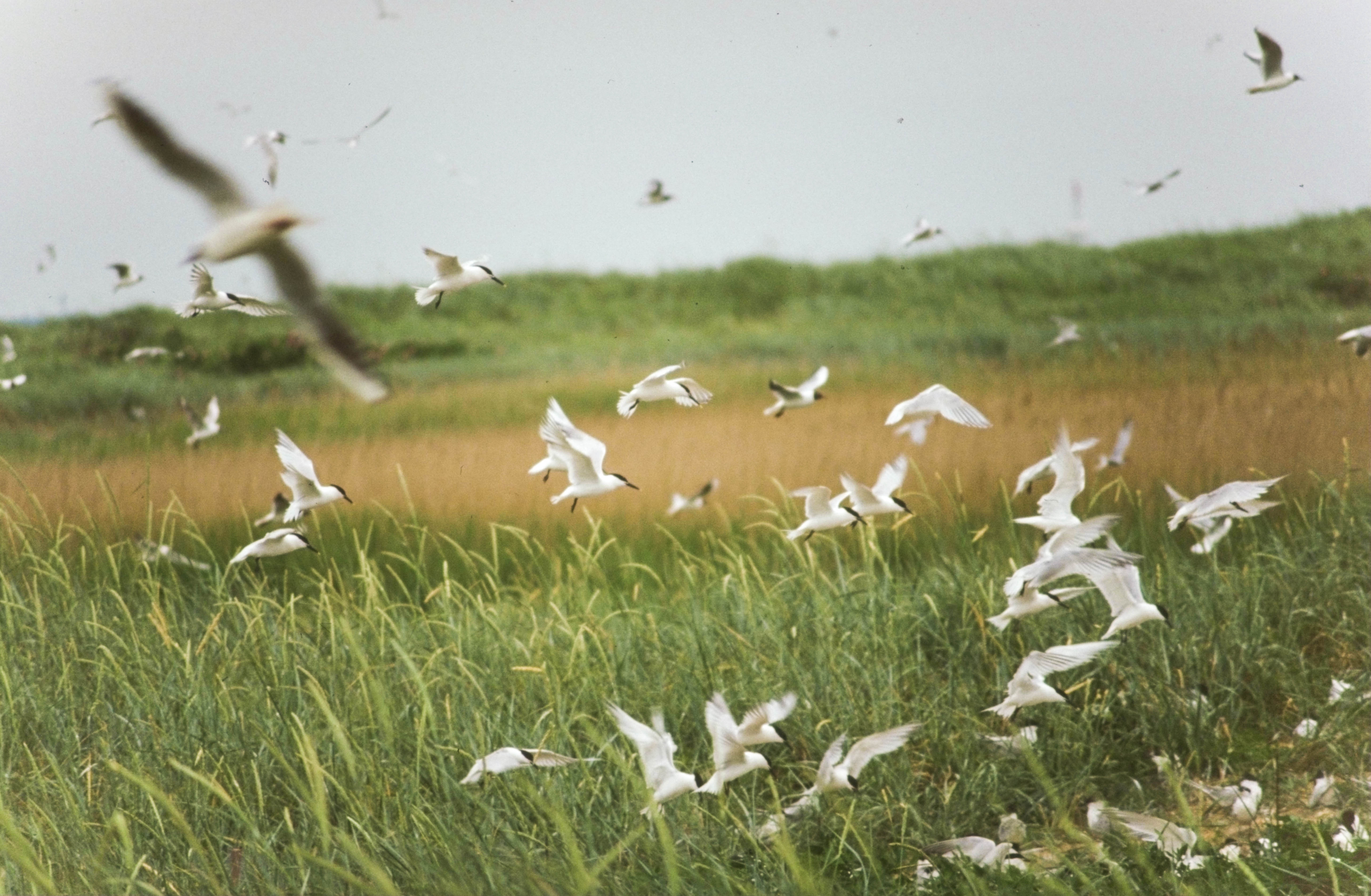
Colònia de xatracs becllargs.

El xatrac becllarg (Thalasseus sandvicensis), també anomenat llambritja de bec llarg a les Illes Balears, és un ocell de la família dels estèrnids.

## Noms populars
A les Balears rep els noms de aronella/nonella/donella de mar, nonella de prat, colomet des senyor.

## Morfologia
- Fa 41 cm de llargària i 85-97 cm d'envergadura alar.
- Plomatge blanc o gris clar i capell negre.
- Té un curt plomall que se li aixeca en situacions d'alerta.
- Bec llarg i negre amb la punta groga.
- Les potes són curtes i de color negre.
- La cua és menys forcada que en altres xatracs.

## Subespècies
- Thalasseus sandvicensis sandvicensis. Costes atlàntiques i mediterranies del Vell Món.
- Thalasseus sandvicensis acuflavidus. Costa atlàntica nord-americana fins al Carib sud.
- Thalasseus sandvicensis eurygnathus. Nord i Est de Sud-amèrica.

Les dues subespècies americanes formarien una espècie diferent (Thalasseus acuflavidus) segons alguns autors

## Reproducció
Als Països Catalans es reprodueix regularment al Delta de l'Ebre i a l'Albufera de València.
Mascle i femella trien illetes a les llacunes litorals o a les zones marines, com les salines, amb sorra per fer-hi el nial. La posta té lloc de maig a juliol, sobre un precari niu excavat en el sòl sorrenc, on existeixi vegetació, i en el qual la femella diposita d'1 a 3 ous que seran covats per tots dos pares durant 23 dies. Els fills no volen fins després de 5 setmanes, durant les quals reben els aliments dels pares. La nidificació la fan en colònies mixtes juntament amb altres làrids i estèrnids.

## Distribució geogràfica
Habita les costes de la Mar del Nord, la mar Negra i la Càspia, i, en nombre reduït, a la Camarga i l'Illa de Buda, i hiverna a les costes occidentals d'Àfrica. A la resta dels Països Catalans és un migrador més o menys freqüent per totes les costes, i pot tenir presència accidental a l'interior.

## Costums
És una espècie d'ocell de costums gregaris i molt marina que es cabussa contínuament per capturar peixets. Solament s'acosten a la costa per niar-hi o quan fa mal temps, perquè si no, volen mar endins, cridant i cabussant-se per agafar peixets.
Als Països Catalans pot ésser observat durant tot l'any, però amb més freqüència a l'hivern i durant el pas migratori primaveral i tardoral.